# Katie Mactier
Katie Mactier (* 23. März 1975 in Melbourne) ist eine ehemalige australische Radrennfahrerin, die auf Straße und Bahn aktiv war. Sie war eine der dominierenden Radsportlerinnen ihres Landes in den 2000er Jahren; ihre Spezialdisziplin war die Einerverfolgung.

## Sportliche Laufbahn
Erst mit 24 Jahren entschied sich Katie Mactier, die bis dahin als Triathletin aktiv war, ausschließlich für den Radsport. Zuvor hatte sie ihr Marketing-Studium am Welsley College in Melbourne abgeschlossen.
2001 wurde Katie Mactier australische Meisterin im Straßenrennen. 2003 und 2004 wurde sie Vize-Weltmeisterin in der Einerverfolgung auf der Bahn, 2005 Weltmeisterin in dieser Disziplin. Hinzu kamen zahlreiche australische Meistertitel auf Bahn und Straße, Siege bei Bahn-Weltcups sowie weitere Podiumsplätze bei Bahn-Weltmeisterschaften. 2006 gewann sie die Einerverfolgung bei den Commonwealth Games.
Zweimal nahm Katie Mactier an Olympischen Spielen teil, 2004 in Sydney, wo sie eine Silbermedaille in der Einerverfolgung errang, sowie 2008 in Peking, wo sie allerdings von der späteren Gold-Medaillengewinnerin Rebecca Romero in der ersten Runde des Wettbewerbs eingeholt wurde. Anschließend beendete sie ihre Radsport-Laufbahn.
2003 wurde Katie Mactier zum Australischen Bahnradsportler des Jahres gewählt, 2005 zur Bahnradsportlerin des Jahres. Sie ist verheiratet mit dem neuseeländischen Radsportler Greg Henderson und wohnte in Girona; 2009 wurde dem Paar eine Tochter geboren. 2017 lebten Mactier und Henderson mit zwei Kindern in Boulder, Colorado, in den USA.
2017 wurde Kate Mactier in die Cycling Australia Hall of Fame aufgenommen.

## Erfolge

### Bahn
2003
- Weltmeisterschaft – Einerverfolgung

2004
- Olympische Spiele – Einerverfolgung
- Weltmeisterschaft – Einerverfolgung
- Ozeanienmeisterin – Einerverfolgung
- Australische Meisterin – Einerverfolgung

2005
- Weltmeisterin – Einerverfolgung
- Weltcup in Los Angeles – Einerverfolgung

2006
- Weltmeisterschaft – Einerverfolgung
- Weltcup in Sydney – Einerverfolgung
- Commonwealth-Games-Siegerin – Einerverfolgung
- Ozeanienspielesiegerin – Einerverfolgung
- Australische Meisterin – Einerverfolgung

2007
- Weltmeisterschaft – Einerverfolgung
- Weltcup in Sydney – Einerverfolgung
- Weltcup in Peking – Einerverfolgung
- Australische Meisterin – Einerverfolgung

2008
- Weltmeisterschaft – Einerverfolgung

### Straße
2001
- Australische Meisterin – Straßenrennen

2004
- eine Etappe Geelong Tour

2006
- Gesamtwertung und zwei Etappen Bay Cycling Classic

2007
- Australische Meisterin – Straßenrennen

2008
- eine Etappe Tour de l’Aude Cycliste Féminin